# Peleteria chaoi
Peleteria chaoi är en tvåvingeart som först beskrevs av Zimin 1961.  Peleteria chaoi ingår i släktet Peleteria och familjen parasitflugor. Inga underarter finns listade i Catalogue of Life.